# Krenar Alimehmeti
Krenar Alimehmeti (Tirana, 15 gennaio 1966) è un allenatore di calcio, dirigente sportivo ed ex calciatore albanese, di ruolo centrocampista.

## Carriera da dirigente
Dal 2010 al 18 novembre 2014 è stato uno dei membri del consiglio d'amministrazione del KF Tirana.

## Statistiche

### Cronologia presenze e reti in nazionale
| Cronologia completa delle presenze e delle reti in nazionale ― Albania | Cronologia completa delle presenze e delle reti in nazionale ― Albania | Cronologia completa delle presenze e delle reti in nazionale ― Albania | Cronologia completa delle presenze e delle reti in nazionale ― Albania | Cronologia completa delle presenze e delle reti in nazionale ― Albania | Cronologia completa delle presenze e delle reti in nazionale ― Albania | Cronologia completa delle presenze e delle reti in nazionale ― Albania | Cronologia completa delle presenze e delle reti in nazionale ― Albania |
| Data                                                                   | Città                                                                  | In casa                                                                | Risultato                                                              | Ospiti                                                                 | Competizione                                                           | Reti                                                                   | Note                                                                   |
| ---------------------------------------------------------------------- | ---------------------------------------------------------------------- | ---------------------------------------------------------------------- | ---------------------------------------------------------------------- | ---------------------------------------------------------------------- | ---------------------------------------------------------------------- | ---------------------------------------------------------------------- | ---------------------------------------------------------------------- |
| 19-10-1988                                                             | Chorzów                                                                | Polonia                                                                | 1 – 0                                                                  | Albania                                                                | Qual. Mondiali 1990                                                    | -                                                                      |                                                                        |
| Totale                                                                 |                                                                        | Presenze                                                               | 12                                                                     |                                                                        | Reti                                                                   | 0                                                                      |                                                                        |

## Palmarès
- Campionato albanese: 8

Tirana: 1987-1988, 1988-1989, 1994-1995, 1995-1996, 1996-1997, 1998-1999, 1999-2000, 2002-2003
- Coppa d'Albania: 5

Tirana: 1993-1994, 1995-1996, 1998-1999, 2001-2002, 2001-2002